# Meksyk na Letnich Igrzyskach Olimpijskich 1924
Meksyk na Letnich Igrzyskach Olimpijskich 1924 w Paryżu reprezentowało 15 zawodników: 15 mężczyzn i 0 kobiet. Był to 2. start reprezentacji Meksyku na letnich igrzyskach olimpijskich.
Chorążym reprezentacji podczas ceremonii otwarcia był Alfredo Cuellar.

## Zdobyte medale
Meksykańscy zawodnicy podczas tej edycji igrzysk olimpijskich nie zdobyli żadnego medalu.

## Skład kadry

### Lekkoatletyka
Konkurencje biegowe
| Konkurencja        | Zawodnik            | Eliminacje | Eliminacje | Ćwierćfinał   | Ćwierćfinał   | Półfinał        | Półfinał        | Finał              | Finał              |
| Konkurencja        | Zawodnik            | Wynik      | Miejsce    | Wynik         | Miejsce       | Wynik           | Miejsce         | Wynik              | Miejsce            |
| ------------------ | ------------------- | ---------- | ---------- | ------------- | ------------- | --------------- | --------------- | ------------------ | ------------------ |
| 100 m              | Herminio Ahumada    | b.d        | 6.         | Nie awansował | Nie awansował | Nie awansował   | Nie awansował   | Nie awansował      | Nie awansował      |
| 100 m              | Mariano Aguilar     | b.d        | 4.         | Nie awansował | Nie awansował | Nie awansował   | Nie awansował   | Nie awansował      | Nie awansował      |
| 200 m              | Mariano Aguilar     | b.d        | 5.         | Nie awansował | Nie awansował | Nie awansował   | Nie awansował   | Nie awansował      | Nie awansował      |
| 200 m              | José Martínez       | b.d        | 3.         | Nie awansował | Nie awansował | Nie awansował   | Nie awansował   | Nie awansował      | Nie awansował      |
| 200 m              | Herminio Ahumada    | b.d        | 4.         | Nie awansował | Nie awansował | Nie awansował   | Nie awansował   | Nie awansował      | Nie awansował      |
| 200 m              | Carlos Garcés       | b.d        | 3.         | Nie awansował | Nie awansował | Nie awansował   | Nie awansował   | Nie awansował      | Nie awansował      |
| 400 m              | José Martínez       | b.d        | 4.         | Nie awansował | Nie awansował | Nie awansował   | Nie awansował   | Nie awansował      | Nie awansował      |
| 400 m              | Carlos Garcés       | 51,0       | 3.         | Nie awansował | Nie awansował | Nie awansował   | Nie awansował   | Nie awansował      | Nie awansował      |
| 400 m              | Juan Escutia        | b.d        | 5.         | Nie awansował | Nie awansował | Nie awansował   | Nie awansował   | Nie awansował      | Nie awansował      |
| 400 m              | Guillermo Amparan   | 52,0       | 4.         | Nie awansował | Nie awansował | Nie awansował   | Nie awansował   | Nie awansował      | Nie awansował      |
| 800 m              | Guillermo Amparan   | b.d        | 8.         |               |               | Nie awansował   | Nie awansował   | Nie awansował      | Nie awansował      |
| 800 m              | Juan Escutia        | b.d        | 7.         |               |               | Nie awansował   | Nie awansował   | Nie awansował      | Nie awansował      |
| 1500 m             | Daniel Eslava       |            |            |               |               | b.d             | 7.              | Nie awansował      | Nie awansował      |
| 5000 m             | José Eslava         |            |            |               |               | b.d             | 13.             | Nie awansował      | Nie awansował      |
| 5000 m             | Pedro Curiel        |            |            |               |               | b.d             | 12.             | Nie awansował      | Nie awansował      |
| 10 000 m           | Pedro Curiel        |            |            |               |               |                 |                 | Nie ukończył biegu | Nie ukończył biegu |
| 110 m przez płotki | Francisco Contreras | b.d        | 5.         |               |               | Nie awansował   | Nie awansował   | Nie awansował      | Nie awansował      |
| chód na 10 km      | Daniel Eslava       |            |            |               |               | Dyskwalifikacja | Dyskwalifikacja | Nie awansował      | Nie awansował      |

Konkurencje techniczne
| Konkurencja    | Zawodnik            | Eliminacje | Eliminacje | Finał         | Finał         |
| Konkurencja    | Zawodnik            | Wynik      | Miejsce    | Wynik         | Miejsce       |
| -------------- | ------------------- | ---------- | ---------- | ------------- | ------------- |
| skok w dal     | Francisco Contreras | 5,735      | 28.        | Nie awansował | Nie awansował |
| skok w dal     | Alfonso Stoopen     | 5,48       | 32.        | Nie awansował | Nie awansował |
| pchnięcie kulą | Jesús Aguirre       | 9,47       | 27.        | Nie awansował | Nie awansował |

### Strzelectwo
| Konkurencja                      | Zawodnik          | Finał | Finał   |
| Konkurencja                      | Zawodnik          | Wynik | Pozycja |
| -------------------------------- | ----------------- | ----- | ------- |
| pistolet szybkostrzelny 25 m     | Teodoro Hernández | 15    | 30.     |
| pistolet szybkostrzelny 25 m     | Manuel Solís      | 17    | 9.      |
| karabin małokalibrowy leżąc 50 m | Manuel Solís      | 353   | 64.     |

### Tenis ziemny
| Konkurencja | Zawodnik                       | 1 runda                             | 2 runda          | 3 runda                                                           | 4 runda          | Ćwierćfinały     | Półfinały        | Finał            | Miejsce |
| Konkurencja | Zawodnik                       | Przeciwnik Wynik                    | Przeciwnik Wynik | Przeciwnik Wynik                                                  | Przeciwnik Wynik | Przeciwnik Wynik | Przeciwnik Wynik | Przeciwnik Wynik | Miejsce |
| ----------- | ------------------------------ | ----------------------------------- | ---------------- | ----------------------------------------------------------------- | ---------------- | ---------------- | ---------------- | ---------------- | ------- |
| Singiel (m) | Felix del Canto                | Gheorghe Lupu P 0:3 (4:6,3:6,4:6)   | Nie awansował    | Nie awansował                                                     | Nie awansował    | Nie awansował    | Nie awansował    | Nie awansował    | 61.     |
| Singiel (m) | Maríano Lozano                 | Einar Bache P 1:3 (6:2,6:8,7:9,4:6) | Nie awansował    | Nie awansował                                                     | Nie awansował    | Nie awansował    | Nie awansował    | Nie awansował    | 61.     |
| debel (m)   | Felix del Canto Maríano Lozano |                                     |                  | Pantelis Papadopoulos Avgoustos Zerlentis P 1:3 (2:6,3:6,6:4,2:6) | Nie awansowali   | Nie awansowali   | Nie awansowali   | Nie awansowali   | 16.     |